# Castanoguina brundini
Castanoguina brundini är en insektsart som beskrevs av Young 1986. Castanoguina brundini ingår i släktet Castanoguina och familjen dvärgstritar. Inga underarter finns listade i Catalogue of Life.